# Northfield, Illinois
Northfield är en ort (village) i Cook County, i delstaten Illinois, USA. Enligt United States Census Bureau har orten en folkmängd på 5 443 invånare (2011) och en landarea på 8,3 km².